# Lonchocarpus araripensis
Lonchocarpus araripensis är en ärtväxtart som beskrevs av George Bentham. Lonchocarpus araripensis ingår i släktet Lonchocarpus och familjen ärtväxter. Inga underarter finns listade i Catalogue of Life.